# Bakasim
Bakasim (arab. بقعسم) – miejscowość w Syrii, w muhafazie Damaszek. W 2004 roku liczyła 2268 mieszkańców.